# Shirley Jones
Shirley Mae Jones (* 31. března 1934) je americká herečka a zpěvačka.
Po několika divadelních rolích byla v roce 1955 obsazena do filmového muzikálu Oklahoma! v režii Freda Zinnemanna. Následovaly desítky dalších filmových, divadelních i televizních rolí. Za snímek Elmer Gantry (1960) získala Oscara a byla nominována na Zlatý glóbus. V letech 1970–1974 hrála jednu z hlavních rolí v sitcomu The Partridge Family. Rovněž zpívala na řadě souvisejících hudebních alb. První sólové album Silent Strength vydala v roce 1989. V letech 1979–1980 hrála hlavní roli v třináctidilném seriálu Shirley. Má hvězdu na Hollywoodském chodníku slávy.
Jejím prvním manželem byl v letech 1956–1975 herec Jack Cassidy, se kterým měla tři syny: Shauna, Patricka a Ryana. Jackův syn z prvního manželství (David) rovněž působil v The Partridge Family. Od roku 1977 až do jeho smrti v roce 2015 byl jejím manželem herec Marty Ingels.